# Tening
Tening is een bestuurslaag in het regentschap Temanggung van de provincie Midden-Java, Indonesië. Tening telt 1668 inwoners (volkstelling 2010).